# Lúdica Produções
Lúdica Produções é uma produtora brasileira, presente no cenário audiovisual e cultural carioca desde 2009. Já realizou filmes autorais, vídeos institucionais e outros produtos audiovisuais e desde 2013 tem se especializado na realização de mostras de cinema, eventos culturais e exposições de arte.

## História
Em seus primeiros anos estabeleceu parcerias com artistas visuais como Adriana Barreto e Niura Bellavinha e realizou o registro documental de exposições como “José Rufino - Ulysses” (2012, Casa França-Brasil), “Bordallo Pinheiro” (2013, Oi Futuro), “ArteVida” (2014, MAM-Rio e EAV Parque Lage), “Guilherme Vaz: uma fração do infinito” (2016, CCBB RJ) e “Entre Nós - A Figura Humana no Acervo do MASP” (2017, CCBB-RJ). Nesse mesmo período realizou ainda uma série de curtas-metragens autorais e diversos vídeos institucionais para clientes como Rede Globo, Petrobras, Coca-Cola, FGV e Sony Music.
A partir de 2013 a produtora passou a realizar de maneira frequente mostras e exposições  em centros culturais como Oi Futuro, Caixa Cultural e CCBB. "Cinema Romeno Contemporâneo" (2013),  "Paulo José -  Meio século de Cinema" (2014), "O Samba Pede Passagem" (2015), “Corpos da Terra - Imagens dos povos indígenas no cinema brasileiro” (2017 e 2018) e “O cinema argentino conta suas histórias mínimas” (2018) são exemplos de mostras cinematográficas realizadas na CAIXA Cultural RJ, nesse período.
A mostra “Buster Keaton - o mundo é um circo” (2018) marcou a primeira parceria da produtora com o CCBB. A mostra ocupou as unidades de São Paulo, Rio de Janeiro e Brasília ao longo de 4 semanas, exibiu 70 obras do autor, além de produzir uma publicação inédita sobre Keaton. O eventou contou ainda com palestrantes e debatedores como Hernani Heffner, Inácio Araújo, Ruy Gardnier, Luís Carlos Oliveira Jr., Maximo Barro, Ciro Inácio Marcondes, Lila Foster, Pablo Gonçalo, Francis Vogner, Luciana Araújo e dezenas de sessões com música ao vivo para acompanhar seus filmes silenciosos exibidos em película.
Além de mostras e festivais de filmes, em 2019 produziu o ciclo de debates "Aventuras do Pensamento", na CAIXA Cultural RJ, onde pensadores brasileiros, como José Miguel Wisnik, Elisa Lucinda e Daniel Munduruku, se reuniram com o público infanto-juvenil para conversar sobre temas da atualidade.
Atualmente está produzindo a série televisiva /lost+found para o Canal Curta!, em co-produção com a Dilúvio Filmes, e dando início à pré-produção da exposição “Luciano Figueiredo - Arte gráfica”, prevista para o primeiro semestre de 2021 no Oi Futuro Flamengo.

## Produções audiovisuais

### Filmes
- Cinema é Maresia (2009), de Diogo Cavour
- Errante (2010), de Diogo Cavour
- Maria Auxiliadora, Rua Silvino Montenegro 150, Gamboa, Rio de Janeiro (2014), de Maya Dikstein
- Dr. Lynch (2014), de Diogo Cavour
- Algum Romance Provisório (2017), de Caio Casagrande
- A casa nova de Newton (2018), de Letícia Pires
- Um Grito Parado no Ar (2019), de Leonardo Souza

### Televisão
- /lost+found (2021)

## Mostras, festivais e retrospectivas
- Cinema Romeno Contemporâneo (2013), CAIXA Cultural RJ[6]
- Paulo José - meio século de cinema (2015), CAIXA Cultural RJ[7]
- O samba pede passagem (2015), CAIXA Cultural RJ[8]
- Corpos da terra - imagens dos povos indígenas no cinema brasileiro - 1ª edição (2017), CAIXA Cultural RJ[9]
- Corpos da terra - imagens dos povos indígenas no cinema brasileiro - 2ª edição (2018), FRONT Espaço Cultural RJ[10]
- Buster Keaton - o mundo é um circo (2018), CCBB RJ, SP e DF[11][12]
- O cinema argentino conta suas histórias mínimas (2018), CAIXA Cultural RJ[13]
- Aventuras do Pensamento - 3ª edição (2019), CAIXA Cultural RJ[14]

## Exposições de arte
- Niura Bellavinha - Em Torno da Luz (2014), Oi Futuro Flamengo[15]
- Luciano Figueiredo - Arte gráfica (2021), Oi Futuro Flamengo

1. ↑  «José Rufino inaugura a instalação 'Ulysses' na Casa França-Brasil». O Globo. 24 de novembro de 2012. Consultado em 10 de agosto de 2020
2. ↑  «Artistas brasileiros fazem releituras do trabalho do ceramista português Bordallo Pinheiro». O Globo. 12 de julho de 2013. Consultado em 10 de agosto de 2020
3. ↑  «Crítica: 'Artevida' ocupa o MAM-Rio com o tema 'política' e a Biblioteca Parque Estadual com 'arquivo'». O Globo. 24 de agosto de 2014. Consultado em 10 de agosto de 2020
4. ↑  «Guilherme Vaz: artista de sons e imagens ganha exposição no CCBB». O Globo. 12 de janeiro de 2016. Consultado em 10 de agosto de 2020
5. ↑  «Entre nós – a figura humana no acervo do masp». Riotur.Rio. Consultado em 10 de agosto de 2020
6. ↑  «Mostra de cinema exibe contrastes da Romênia». O Globo. 9 de janeiro de 2013. Consultado em 10 de agosto de 2020
7. ↑  «Homenageado com mostra, Paulo José faz duras críticas ao cinema brasileiro». O Globo. 9 de março de 2015. Consultado em 10 de agosto de 2020
8. ↑  «Mostra de cinema 'O Samba Pede Passagem' acontece na Caixa Cultural». Catraca Livre. Consultado em 10 de agosto de 2020
9. ↑  «Mostra Corpos da Terra». Riotur.Rio. Consultado em 10 de agosto de 2020
10. ↑  «Mostra Corpos da Terra | CineMosca: 2ª Edição». 12 de Abril de 2018. Consultado em 10 de agosto de 2020
11. ↑  «Buster Keaton, um dos maiores comediantes do cinema mudo, ganha mostra em São Paulo - Cultura». Estadão. Consultado em 10 de agosto de 2020
12. ↑  «Buster Keaton, que 'competia' com Chaplin no cinema, é tema de mostra». O Globo. 27 de setembro de 2018. Consultado em 10 de agosto de 2020
13. ↑  «Rio de Janeiro apresenta mostra "O Cinema argentino conta suas histórias mínimas"». Consultado em 10 de agosto de 2020
14. ↑  http://www.jb.com.br (7 de novembro de 2019). «Bienal de Música, rap na Lapa, Tuca Mei, Nico Rezende...». www.jb.com.br. Consultado em 10 de agosto de 2020
15. ↑  «Três artistas em projeção». O Globo. 17 de agosto de 2014. Consultado em 10 de agosto de 2020